# Joachim von Sandrart

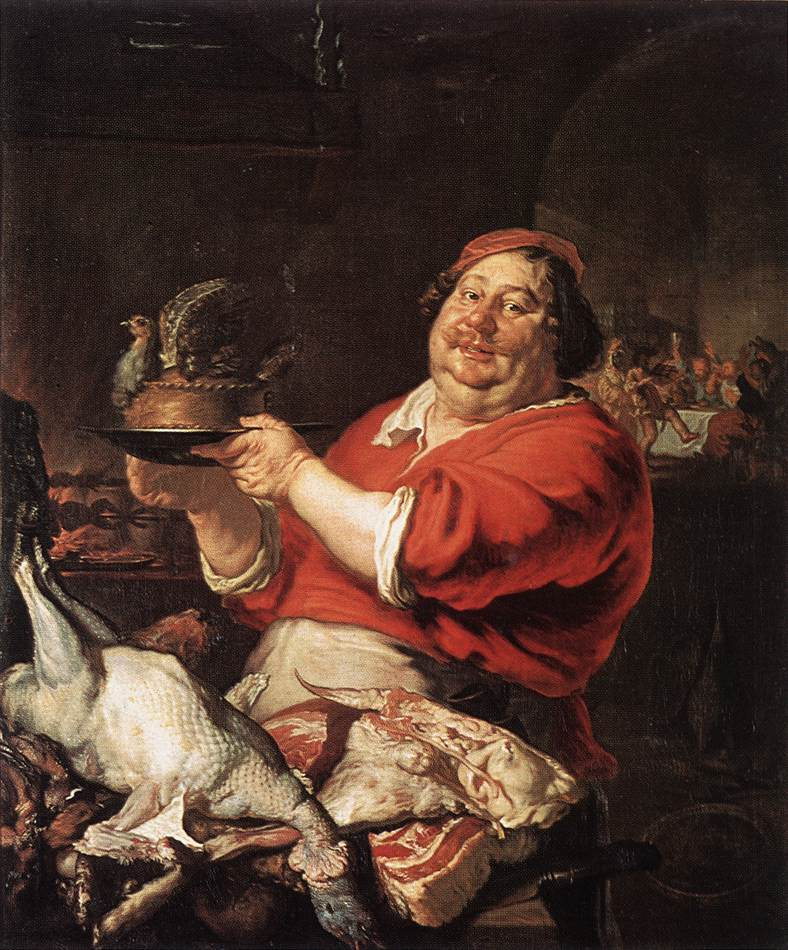
Personificação de Fevereiro, c. 1642

Joachim von Sandrart (12 de maio de 1606 – 14 de outubro de 1688) foi um historiador da arte e pintor barroco alemão, ativo em Amsterdã durante o Século de Ouro dos Países Baixos. Ele é mais significativo por sua coleção de biografias de artistas holandeses e alemães, a Teutsche Academie, publicada entre 1675 e 1680 .
Sandrart nasceu em Frankfurt am Main, mas a família é originária de Mons. De acordo com seu dicionário de arte chamado Teutsche Academie, ele aprendeu a ler e escrever com o filho de Théodore de Bry, Johann Theodoor de Brie e seu associado Matthäus Merian, mas aos 15 anos caminhou de Frankfurt a Praga para se tornar aluno de Ägidius Sadeler, da família Sadeler. Sadeler, por sua vez, o incentivou a pintar, então ele viajou para Utrecht em 1625 para se tornar aluno de Gerrit van Honthorst, e por meio dele conheceu Rubens quando este visitou Honthorst em 1627, para recrutá-lo para colaboração em parte de seu ciclo de Maria de Médici. 
Em 1627, Sandrart reservou uma passagem de navio de Londres para Veneza, onde foi recebido por Johann Liss (cujo nome artístico era "Pan") e Nicolas Régnier. Em seguida, partiu para Bolonha, onde foi recebido por seu tio materno, Michael le Blond, um célebre gravador. Com ele, cruzou as montanhas até Florença e, de lá, para Roma, onde conheceram Pieter van Laer (cujo nome artístico era "Bamboccio").
Ele é mais conhecido como autor de livros sobre arte, alguns deles em latim, e especialmente por sua obra histórica, a Teutsche Academie der edlen Bau-, Bild- und Mahlerey-Künste, publicada entre 1675 e 1680, e em edições mais recentes. Esta obra é uma compilação educacional de biografias curtas de artistas, inspirada no livro similar Schilder-boeck de Karel van Mander. Tanto Sandrart quanto van Mander basearam suas seções em italiano na obra de Giorgio Vasari. Sua obra, por sua vez, tornou-se uma das principais fontes para Schouburg, de Arnold Houbraken.